# パーク・トランメル
パーク・モンロー・トランメル (英語: Park Monroe Trammell, 1876年4月9日 - 1936年5月8日) は、アメリカ合衆国の政治家。第21代フロリダ州知事およびフロリダ州選出上院議員（1917年 - 1936年）。

## 経歴
アラバマ州メイコン郡で生まれる。一家はフロリダ州ポーク郡に移り住み、トランメルは同地で初等教育を受けた。テネシー州ナッシュビルのバンダービルト大学で学び、米西戦争時にはタンパで陸軍の補給将校として勤務した。戦後はポーク郡に戻り、レイクランドに居を構える。そこで柑橘類の栽培を行い、新聞社を所有し、弁護士を開業した。
その後政界に進出し、1899年から1903年までレイクランド市長、1902年にはフロリダ州下院議員、1904年から1908年まで州上院議員を務め、1905年には州議会議長も務めた。1909年から1913年まで州検事総長を務め、1913年から1917年まで州知事を務める。1917年には連邦上院議員に選出され、死去まで同職を務めた。1934年にはカール・ヴィンソン下院議員と共にヴィンソン・トランメル法を成立させた。
トランメルは1936年5月8日にワシントンD.C.で死去し、レイクランドのローズローン墓地に埋葬された。